# Слюсарева, Ольга Анатольевна
Ольга Анатольевна Слюсарева (род. 28 апреля 1969, Донец, Харьковская область) — российская шоссейная и трековая велогонщица, олимпийская чемпионка, шестикратная чемпионка мира, семикратная чемпионка Европы, победительница Кубка мира, заслуженный мастер спорта России. Выступала за клуб «Динамо» Тула. Глава города Тулы (2019—2024).

## Биография
Ольга Слюсарева родилась 28 апреля 1969 года в посёлке Червоный Донец Харьковской области. В 1993 г. окончила Тульский государственный педагогический университет им. Л. Н. Толстого, а в 2010 г. — Орловскую региональную академию государственной службы.
До назначения на должность помощника губернатора Тульской области Ольга Слюсарева проходила службу в Вооруженных Силах Российской Федерации.
Выступления за сборные СССР/России: 1989 год — 2009 год.
В 2000 году на Олимпиаде в Сиднее завоевала бронзовую медаль в индивидуальной гонке по очкам на велотреке. Спустя 4 года в Афинах Ольга выиграла золото в индивидуальной гонке по очкам на велотреке и бронзу в групповой гонке на шоссе.
Владимир Петрович Петров — один из наставников спортсменки в велоспорте.
В ноябре 2009 года, по сообщениям прессы, приняла решение завершить спортивную карьеру, однако позже опровергла эту информацию.

### Статистика выступления наГранд-турах
| Гонка / Год          | 1999 | 2000 | 2001 | 2002 | 2003 | 2004 | 2005 | 2006 | 2007 | 2008 |
| -------------------- | ---- | ---- | ---- | ---- | ---- | ---- | ---- | ---- | ---- | ---- |
| Гранд Букль феминин  | 61   | 28   | 12   | 42   | —    | —    | —    | —    | —    | —    |
| Тур де л'Од феминин  | DNF  | DNF  | 4    | —    | 32   | —    | DNF  | —    | DNF  | DNF  |
| Джиро д’Италия Донне | —    | —    | DNF  | 16   | —    | 23   | 12   | 5    | 64   | 100  |

### Послеспортивная карьера
В 2012—2014 гг. председатель комитета Правительства Тульской области по спорту и молодёжной политики.
В 2014—2019 гг. депутат — председатель комитета по строительству, жилищно-коммунальному и дорожному хозяйству Тульской областной думы 6 созыва, фракция Единая Россия.
В 2019—2024 гг. Глава города Тулы.
С сентября 2024 депутат — председатель комитета по социальной политике Тульской областной думы 8 созыва. Региональный координатор партийного проекта «Детский спорт», партии Единая Россия в Тульской области.
Входила в топ-100 влиятельных людей Тульской области-2020.

### Личная жизнь
Проживает с семьёй в Туле.
Первый сын Сергей (род. 1997), второй сын Егор (род. декабрь 2009), третий сын Богдан (род. 2012 год), четвёртый сын Никита (род. 2016).

## Награды
- Почётный гражданин Тулы (решение Тульской городской Думы).
- Почётный гражданин города Батайска (Ростовская область) (2004)
- Почетный гражданин города Афины (Греция)
- Медаль ордена «За заслуги перед Отечеством» II степени — За заслуги в развитии физической культуры и спорта, большой вклад в укрепление дружбы и сотрудничества между народами[8]
- Орден Дружбы — За большой вклад в развитие физической культуры и спорта, высокие спортивные достижения на Играх XXVIII Олимпиады 2004 года в Афинах[9]